# Валсамис, Костас
Костас Валсамис (греч. Κώστας Βαλσάμης; 1908, Сими, Додеканесские острова — 2003, Афины) — греческий и французский скульптор XX века.

## Биография
Валсамис родился на острове Сими, Додеканес. Учился скульптуре в Школе изящных искусств с 1932 по 1937, у Константина Димитриадиса.
Работал скульптором до 1945 года, когда получив стипендию французского правительства уехал в Париж продолжить своё образование в Школе изящных искусств у преподавателя скульптора Marcel Gimond. В дальнейшем он продолжил уроки в Академии Гранд-Шомьер, у Цадкина.
В 1980 году Министерство культуры Франции вручило Валсамису Орден Искусств и литературы. С 1987 года Валсамис становится членом Французской Академии Изящных Искусств.
В своём творчестве Валсамис нашёл поддержку и сотрудничал со своей супругой художницей Зои Валсами, выпускницей Школы Изящных искусств Парижа.

## Работы
Среди множества работ скульптора можно перечислить:
- Бюст поэта из Александрии Константина Кавафиса (бронза, Афины — Площадь Египта, выполнен в 1982 году по инициативе греков выходцев из Египта).
- Бюст Эль Греко, (бронза, Афины — Парк греческих литераторов). Установлен в 1990 году, в 450 годовщину со дня смерти художника[2].
- Мать в оккупацию (бронза, Первое афинское кладбище)[3].
- Маленький рыбак (бронза, остров Сими)[4].
- Голубь Мира (бронза, остров Сими)[4].
- Невинность (бронза, (парк Montsouris),Париж)[5].
- Голова ребёнка (бронза, Национальный музей Современного искусства, Париж).
- Блудный сын (бронза, Греческая церковь Святого Стефана, Париж).
- Бюст французского писателя, актёра и постановщика Жака Копо (бронза, театр Vieux Colombier, Париж).
- Героическая женщина, Middelheimmuseum[6].

Костас Валсамис принял участие в множестве личных и групповых выставках в Греции и за границей: Всегреческие 1936, 1937, 1938 и 1952 годов. Международные — Лондон 1948, Антверпен 1953, 1967, 1969 и 1973 годы, Париж — Музей Современного искусства, Афины — 1966, Париж — Музей Родена 1967, 1972 и 1974 годы.